# Cá chuột Thái cầu vồng
Epalzeorhynchos frenatum  hay cá chuột Thái cầu vồng, cá mập cầu vồng, cá mập vây đỏ, cá hồng xá là một loài cá nước ngọt Đông Nam Á thuộc họ Cá chép (Cyprinidae). Loài cá này sinh sống ở lưu vực sông Chao Phraya, Xe Bangfai và Mae Klong (Thái Lan) và có thể ở lưu vực sông Mêkông (Rainboth, 1996). Ở Việt Nam, cá phân bố số lượng ít trong các sông suối vùng Sa Bình, Easup, Lak, Dak Rlap ở Tây Nguyên. Chúng sinh sống ở đáy cát.

## Hình ảnh

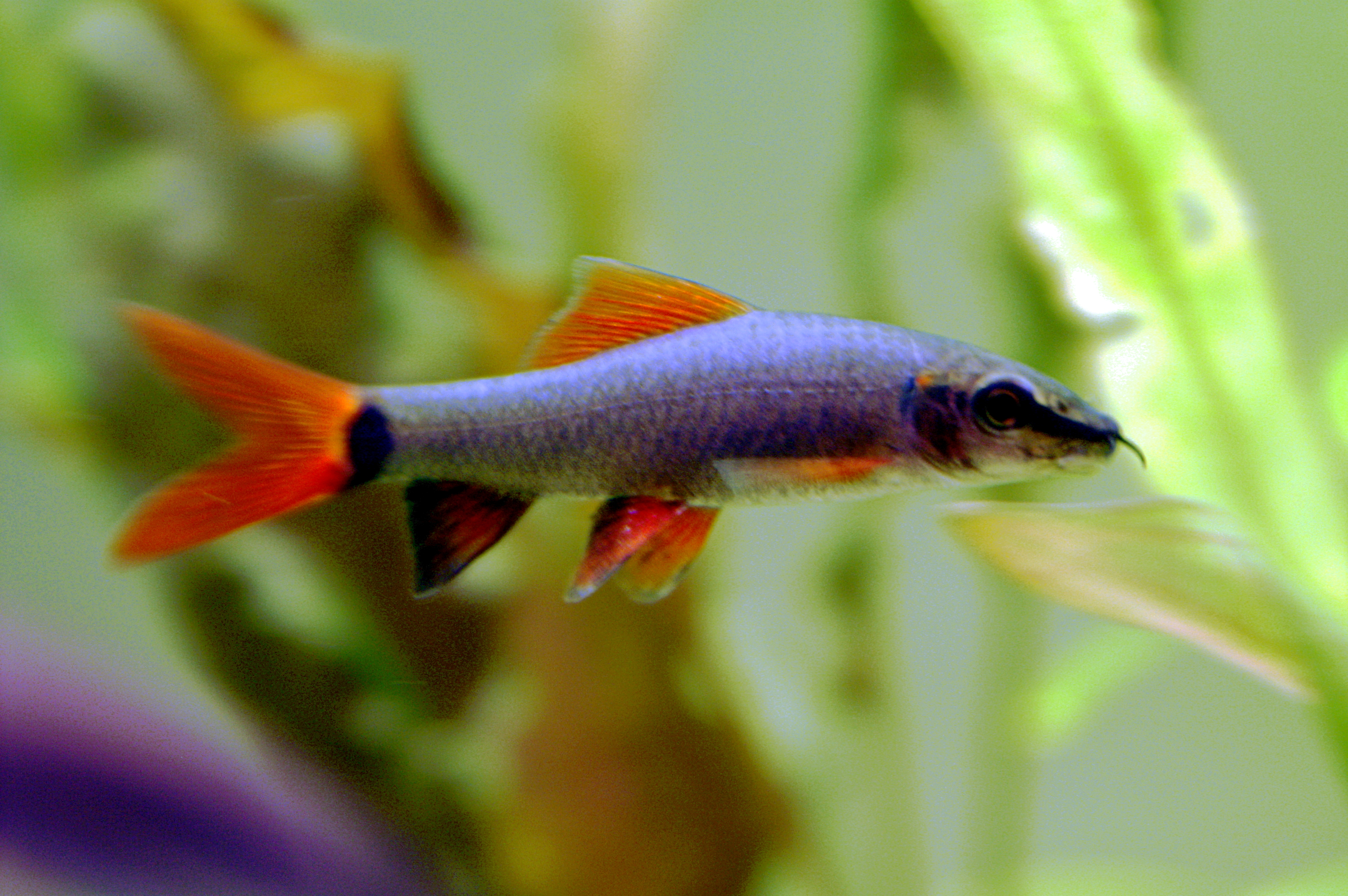
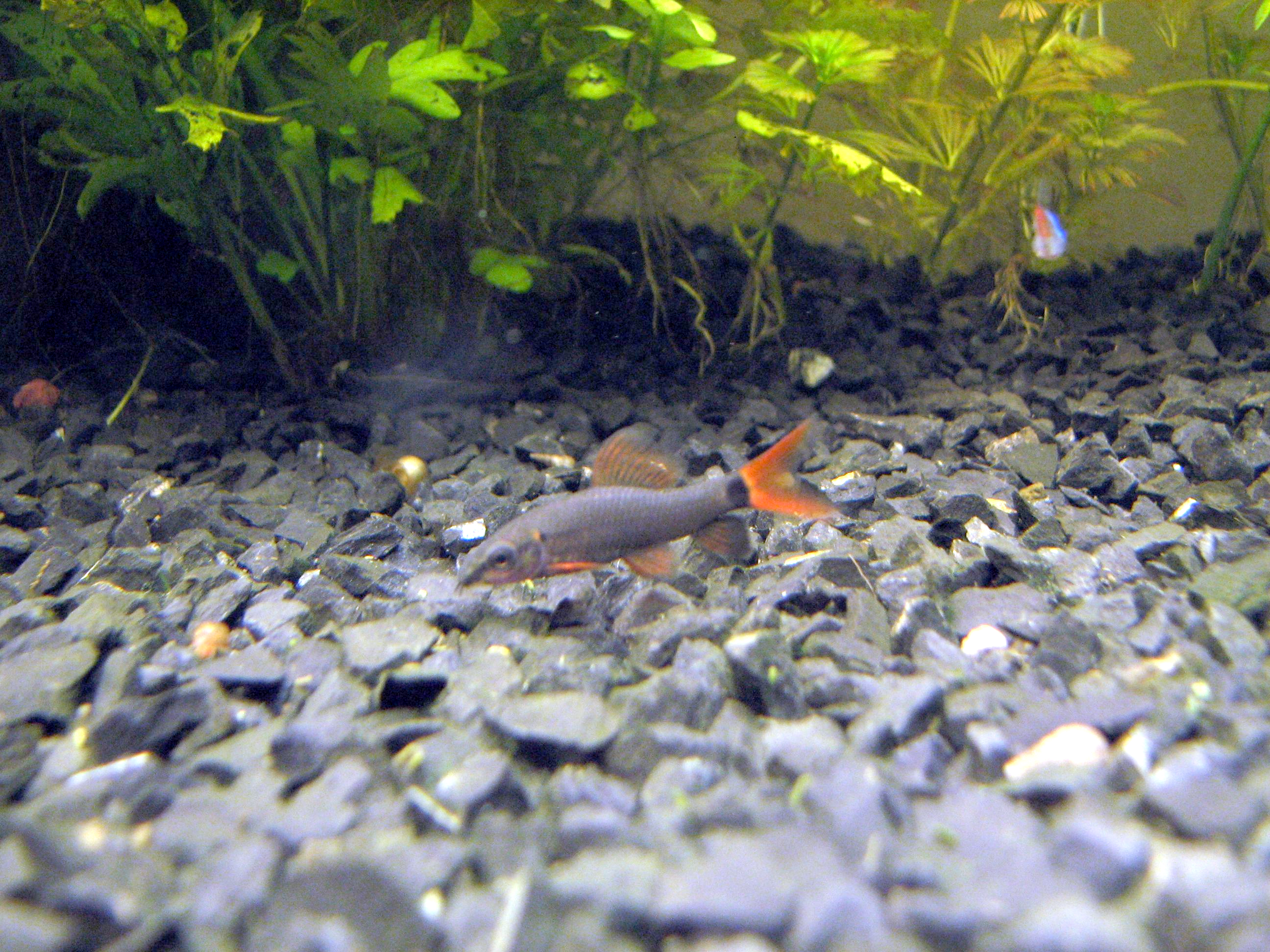